# Lisa Mayer
Lisa Mayer, född den 2 maj 1996, är en tysk friidrottare som tävlar i kortdistanslöpning.

## Karriär
Lisa Mayer ingick i det tyska lag som tog brons på korta stafetten vid OS 2024. Vid EM 2016 ingick hon i stafettlaget på 4 x 100 meter som tog brons och guld vid EM 2022.